# 国立メディア芸術総合センター
国立メディア芸術総合センター（こくりつメディアげいじゅつそうごうセンター）とは、かつて設立が予定された、日本のメディア芸術における国際的な拠点として文化庁所管で計画されていた国立施設の仮称である。福田康夫内閣の平成19年度閣議決定「文化芸術の振興に関する基本的な方針（第2次基本方針）」に基づき後述の検討会および準備委員会を経て計画され、平成21年度第1次補正予算で117億円の予算が計上されたが、具体的な建設時期や規模及び場所、展示内容等が抽象的なままであったため、野党の批判に加え自民党の「無駄遣い撲滅プロジェクトチーム」も予算の凍結を求め、また第45回衆議院議員総選挙で設置撤回を公約した民主党が政権与党となったため、2009年10月16日の閣議決定により予算執行が停止され、設立されることはなかった。
日本のメディアアートや商業芸術などに関する収集・保存・修復、展示・公開、調査研究・開発、情報収集・提供、教育普及・人材育成、交流・発信等を目的とした総合センターが予定されていた。「アニメの殿堂」「国営漫画喫茶」など批判的通称名も用いられた。

## 概要
国立メディア芸術総合センターは、報告書「メディア芸術の国際的な拠点の整備について（報告）」の中で提案された施設の仮称である。基本構想については、2007年の段階で政府として決定した「文化芸術の振興に関する基本的な方針（第2次基本方針）」において明記されていた。その後2009年4月に、文化庁に設置された有識者の懇談会である「メディア芸術の国際的な拠点の整備に関する検討会」により発表に至る。
この施設はこれまでの絵画や彫刻のような伝統的なものと一線を画するコンピュータテクノロジーや電子機器を利用したメディアアート、インスタレーション（空間芸術）等の作品やアニメ、漫画、パソコンゲームなどの近代商業芸術、これら一連のメディア芸術作品を中心とした展示、資料収集、保管、提供、調査研究などの拠点機能を果たすとされる。また日本経済のコンテンツ産業を後押しするためにも意義があるとしている。
しかし、具体的にどのような資料・作品をどのような選考基準で整備対象とするのかなどの詳細は未定であり、今後の検討課題とされていた。このような見切り発車的政策になっていたのは、リーマン・ショックに端を発した世界的な経済危機への対応策として麻生政権下による緊急経済対策の一角としてこの施設建設が予定されていたためである。設立にかかわる費用の117億円は用地取得費用や建設費として計上され、このセンターの本来の目的の展示物、作品収集等に関わる予算は未定であった。
同センターの設立予算を計上する平成21年度第1次補正予算は、同年5月29日に参議院本会議での否決を経つつ両院協議会において最終的には成立した。しかし税金の無駄遣いである、事業内容が具体的でないといった指摘（後述の#批判と賛同を参照）を受け、民主党鳩山政権下において予算執行見直しの対象となった。2009年9月17日、川端達夫・文部科学大臣は、補正予算見直し作業の過程において新設を取り止め既存の施設の整備を以って代える方針である旨を言明し、鈴木寛・文部科学副大臣も同月24日の記者会見で、東京国立近代美術館フィルムセンター相模原分館がセル画保存の施設になり得ると考えている旨の発言をした。2009年10月16日には鳩山内閣下の閣議決定により設立予算の執行が停止され、同センターの設立は撤回された。
「国立メディア芸術総合センター事業」の撤回後、代わりに推進されたのが「メディア芸術デジタルアーカイブ事業」(2010年-)および「メディア芸術情報拠点・コンソーシアム構築事業」(2010年-2014年)である。「メディア芸術デジタルアーカイブ事業」とは、メディア芸術の保存・公開などを物理的な施設によって行うのではなく、デジタルアーカイブ化によって行うものである。当初は5か年計画だったが、2015年度以降も継続している。また「メディア芸術情報拠点・コンソーシアム構築事業」とは、文化施設、大学等の連携・協力の拠点機能を果たす情報拠点・コンソーシアムの構築を目指す事業で、2010年度に森ビル株式会社がこれを受託。様々なイベントなどを行いメディア芸術を支援した。
麻生政権批判の象徴となった同センターだったが、2018年には超党派による議員立法で「メディア芸術ナショナルセンター」設置関連法案が提出（未成立）されるなど、見直しの動きがある。

## 設立準備委員会
国立メディア芸術総合センター（仮称）設立準備委員会

## 基本計画
国立メディア芸術総合センター（仮称）基本計画

## 基本構想
「メディア芸術の国際的な拠点の整備について（報告）」の中で提示された「国立メディア芸術総合センター（仮称）」の整備に関する基本構想は以下の通り。
- 名称：国立メディア芸術総合センター（仮称）
- 分野：メディア芸術の全分野を取り扱う。

映画については、フィルムセンターと緊密に連携・協力
- 機能：メディア芸術作品の展示

メディア芸術作品その他資料の収集・保管
関連情報の収集・提供、調査研究、人材育成・普及啓発活動の実施
メディア芸術関連施設間の連携・協力体制の構築
- 設置場所：東京都内（東京臨海副都心（お台場）は好適地の1つ）
- 面積等：建物延べ床面積は約10,000m2、土地面積は約2,500m2、4〜5階建て
- 年間目標来場者数：約60万人
- 運営方法：国立美術館が外部委託により運営
- その他：入場料等自己収入で、運営に必要な財源を賄うことが適当

## メディア芸術の国際的な拠点の整備に関する検討会
「メディア芸術の国際的な拠点の整備に関する検討会」は、2008年7月に文化庁次長決定によって文化庁に置かれた有識者の懇談会である。第1回会合は同年8月4日に開催され、翌2009年4月21日に開催された第6回会合まで討議とヒアリングが行われ「メディア芸術の国際的な拠点の整備について（報告）」と題した報告書を発表した。

### 委員
メディア芸術全般
- 浜野保樹：東京大学大学院教授
- 林和男：株式会社ぴあ総合研究所代表取締役社長兼所長
- 森山朋絵：東京都現代美術館学芸員

映画・映像
- 安藤紘平：早稲田大学教授・映画監督

アニメ
- 古川タク：アート系アニメーション作家、絵本作家、イラストレーター
- 神村幸子：アニメーター、神戸芸術工科大学講師ほか

マンガ
- さいとうちほ：マンガ家

メディアアート
- 中谷日出：NHK解説委員、BS「デジタルスタジアム」主宰
- 土佐信道：アーティスト（明和電機）

コンピュータ・ゲーム
- 石原恒和：株式会社ポケモン代表取締役社長、ゲームクリエイター

オブザーバー
- 阿部芳久：財団法人画像情報教育振興協会文化事業部部長
- 石川知春：映像産業振興機構事務局長
- 岡島尚志：東京国立近代美術館フィルムセンター主幹
- 甲野正道：独立行政法人国立美術館法人本部事務局長兼国立西洋美術館副館長

## 批判と賛同
（肩書きはいずれも発言当時）
国立メディア芸術総合センターの整備に関しては、設置そのものについて批判がある。
マスメディア等では「国立の漫画喫茶」「アニメの殿堂」など、税金の無駄遣いであるとして批判的に取り上げられた。
2009年4月28日の衆議院本会議において代表質問に立った鳩山由紀夫・民主党幹事長は国立メディア芸術総合センターを「アニメの殿堂」と揶揄し、「総理のアニメ好きは存じておりますが、なぜ117億円も投じて巨大国営漫画喫茶をつくり独立行政法人を焼け太りさせる必要があるんでしょうか」と質問した。これに対して麻生太郎・内閣総理大臣は「今日、日本文化発信の中心的存在でありますアニメ、漫画、ゲームなどのジャパン・クール（＝クールジャパン）と呼ばれるメディア芸術の国際的な拠点を形成することが重要であると考えております。新たに創設いたします国立メディア芸術総合センターは独立行政法人国立美術館の一組織として設けるものですが、管理運営はすべて外部委託といたすとともに必要な財源は自己収入で賄うということにいたしております」と答弁した。
また同年6月8日には自由民主党の「無駄遣い撲滅プロジェクトチーム」も、センターについて「新しい施設はまったく不要」「芸術等で本当に重要なのは企画や人材育成、保管でありそちらに経費投入すべき。東京にひとつより、全国の既存施設で巡回展示することの方が意味あり」などとした。プロジェクトチーム座長の河野太郎は「今までの棚卸し対象の中で最もひどい事業であり、ただちに執行停止すべき」「海外への発信というが、効果などまったく計画・予測が立っていない。とても21世紀への投資とは思えない」「ここにいる国会議員も大いに反省するところであり、このような事業が通ってしまったことで補正予算全体の信憑性も問われかねない。政府・与党の統治能力が問われる」とコメントした。しかし自民党内でも、2010年の参院選候補となった三橋貴明は賛成の立場を繰り返し表明しており、2010年の街頭演説でも度々民主党批判を交えて計画の中止を激しく批判し続けている。
ただし、公表されていた計画は上記の通り一般の漫画喫茶とは営業形態的に大きくかけ離れたものであり、鳩山らの発言やマスメディアでの見出しにある「国営漫画喫茶」との揶揄に関しては推進派の里中満智子が「国が常設的な展示の機会を作る事は、若いクリエーターにとって大きな励みになります。また、国の文化発信のみならずいずれは日本の輸出の中心となるであろう“文化資産”を世界にPRできる場ともなる事を期待しています」と反対意見への批判的な声明を発表している。
一方、海外で高く評価されながらも国内で蔑まれる近代メディア芸術に対し国が目に見える形でバックアップする重要性について賛同する声もある。上記「―検討会」座長の浜野保樹・東京大学大学院教授は文化庁長官・青木保との公開対談の中で、「私は、日本人の表現をできるだけ海外に紹介していきたいとも思っています。（中略）黒沢監督は遺言とも言える自伝の中で、次のように書いています。『日本人はなぜ日本という存在に自信を持たないのだろうか。なぜ外国のものは尊重し、日本のものは卑下するのだろうか。歌麿や北斎も写楽も逆輸入されて初めて尊重されるようになったが、この見識のなさはどういうわけだろうか。悲しい国民性というしか他はない。』と。外国での日本人の良いイメージというのは、黒沢映画のイメージなんですね。その黒沢監督が、最後にこう書かざるを得なかったのが残念です」と述べている。
俳優の渡辺謙が東京新聞に投書していたことが、2009年5月29日付けに採用されたことから判明、話題となった。国立メディア芸術総合センターについて「文化発信に繋がるという妄想は止めて、即座に予算から削除するべき」と述べている。
なお、世界各国においてはフランス、韓国、中国などにおいて日本のメディア芸術に相当する芸術の展示、また新たな創作活動を支援するための施設の建設が相次いでいる。

## 設立中止後
物理的な施設ではなく、デジタルアーカイブ化によってメディア芸術の保存・公開を行う目的で「メディア芸術デジタルアーカイブ事業」が2010年にスタート。手始めにメディア芸術のデータベース化を行う「メディア芸術データベース」の制作が開始され、2015年3月に一般公開された。
物理的な施設の建設は中止となったものの、制作者側からの要望は根強く、2015年12月18日、超党派でつくるマンガ・アニメ・ゲームに関する議員連盟（通称：MANGA議連）において2020年設立を目指した「MANGAナショナル・センター構想の早期実現を求める緊急決議」がなされた。
2017年5月、庵野秀明を理事長として特定非営利活動法人 アニメ特撮アーカイブ機構が設立された。
2018年4月、MANGA議連において「国内の漫画、アニメ関連施設の中には関連資料の収蔵量が限界にきているところがあり、同センターに対して同施設で収蔵しきれない資料を代わりに保管する機能も持たせる。国立国会図書館にある漫画、アニメ関連の蔵書も保管して同図書館の支部としても位置づける。」などとして「メディア芸術ナショナルセンター」設置関連法案を提出するも、会期中の成立には至らなかった。
2018年9月、「デジタルアーカイブ整備推進法 （仮称）」に関する意見交換会が行われ、「議員立法であることは決まっているのだが、メンバーがほぼ重なっているMANGA議連のナショナルセンターが先の国会でギリギリ通らなかったため、デジタルアーカイブはその次、みたいな雰囲気になっているらしい」、「ブラジル国立博物館での火災により所蔵品2000万点が消失した事件について言及し、『あれは日本の未来の姿ではないか』と危機感を募らせていた」などの議論があった。